# Gunnar Ehne
Sven Gunnar Ehne, född 9 oktober 1921 i Gävle, Gästrikland, död 11 juni 2005 i Östmarks församling, Värmland, var svensk författare (poet). Ehne som ursprungligen var lantbrukare debuterade med diktsamlingen Millmarkôrn 1980. Han medverkade även som skådespelare i TV-serierna Morsarvet och Svenska hjärtan.

### Utgivna böcker[2]
- 1980 – Millmarkôrn (dikter)
- 1990 – Sôm sagt va (dikter)
- 1996 – E sali blanning (dikter)
- 1999 – Summa summarum (dikter)
- 2005 – Natta va full av stjärner. Efterlämnade & samlade dikter (dikter)

### Medverkan i antologier[2]
- 1981 – På diktens träd. Värmländska författarsällskapet.
- 1985 – Värmland i litteraturen. Sober förlag.
- 1982 – På mål. NWT. (Nyutgåva 2000 på Wahlström & Widstrand)
- 2001 – Karlstads stiftsbok. Karlstads stift

## Priser och utmärkelser
- 1981 – Torsby kommuns kulturpris[3]
- 2000 – Landstinget i Värmlands Frödingstipendium[4]